# 格朗皮-巴伊-卡鲁瓦
格朗皮-巴伊-卡鲁瓦（法語：Grandpuits-Bailly-Carrois，法語發音：[ɡʁɑ̃pɥi baji kaʁwa] ⓘ）是法国塞纳-马恩省的一个市镇，属于普罗万区。该市镇于1973年由原市镇格朗皮（Grandpuits）和巴伊-卡鲁瓦（Bailly-Carrois）合并而成，后者则是于1791年由巴伊（Bailly）和卡鲁瓦（Carrois）两个教区合并而成。

## 地理
格朗皮-巴伊-卡鲁瓦（48°35'1"N, 2°57'57"E）面积24.5 平方千米，位于法国法蘭西島大區塞纳-马恩省，该省份为法国北部内陆省份，北起瓦兹省，西接埃松省、马恩河谷省、塞纳-圣但尼省和瓦兹河谷省，南至卢瓦雷省，东南接约讷省，东临马恩省和奥布省，东北接埃纳省。
与格朗皮-巴伊-卡鲁瓦接壤的市镇（或旧市镇、城区）包括：基耶尔、丰特纳耶、楠日、布里地区圣旺、克洛方丹、布里地区拉克鲁瓦。

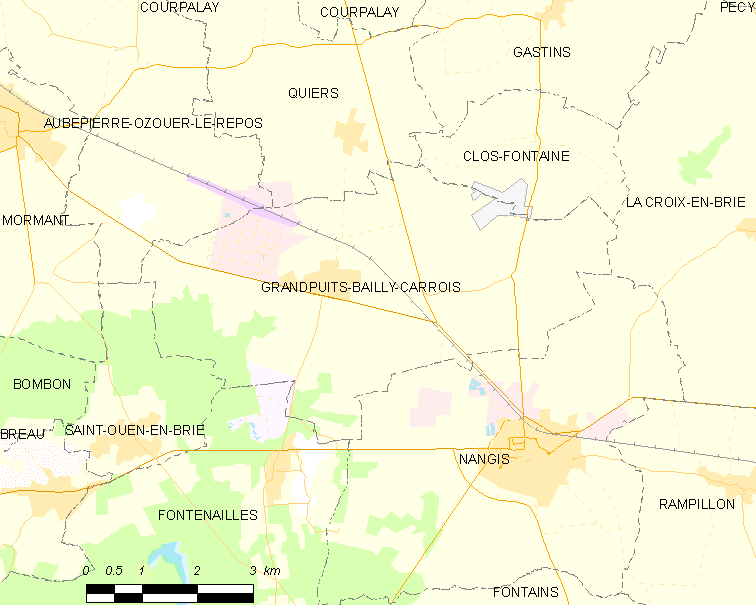
格朗皮-巴伊-卡鲁瓦的OSM定位图

格朗皮-巴伊-卡鲁瓦的时区为UTC+01:00、UTC+02:00（夏令时）。

## 行政
格朗皮-巴伊-卡鲁瓦的邮政编码为77720，INSEE市镇编码为77211。

## 政治
格朗皮-巴伊-卡鲁瓦所属的省级选区为楠日县。

## 人口

1962-2008年间格朗皮-巴伊-卡鲁瓦人口变化图示

格朗皮-巴伊-卡鲁瓦于2022年1月1日时的人口数量为1014人。